# Мухаммед ибн Абд аль-Мусхин Аль Али
Мухаммед ибн Абд аль-Мусхин Аль Али — 11-й эмир города Хаиль правивший с 1800 по 1818 год.

## Биография
Он пришёл к власти в 1800 году. Вскоре начал военные кампании по покорению других шаммарских кланов. Впоследствии заключил союз с дирийским эмиром Абдул-Азизом ибн Мухаммадом. С 1805 года участвовал в военных кампаниях против Мамлюкского Ирака. Также признал превосходство Дирийского эмирата. В 1811 году в связи с войной дирийцев с Египтом против Мухаммеда ибн Абд аль-Мухсина восстал Али Аль-Рашид, которого впрочем удалось одолеть, заставив бежать из Хаиля. В 1817 году Мухаммед ибн Абд аль-Мухсин двинулся на помощь дирийскому эмиру Абдуллаху ибн Сауду, противостоящему египтянам во главе с Ибрагим-пашой. В 1818 году эмир Мухаммед потерпел поражение и погиб. Его голова была отправлена в Стамбул. Власть взял его брат Салих который правил Хаилем до 1835 года пока его не свергли сыновья Али Аль Рашида.